# فران بينيت
فران بينيت (بالإنجليزية: Fran Bennett)‏ هي ممثلة أمريكية، ولدت في 14 أغسطس 1937 في مالفيرن في الولايات المتحدة.

## وصلات خارجية
- فران بينيت على موقع IMDb (الإنجليزية)
- فران بينيت على موقع ألو سيني (الفرنسية)
- فران بينيت على موقع أول موفي (الإنجليزية)
- فران بينيت على موقع قاعدة بيانات الأفلام السويدية (السويدية)
- فران بينيت على موقع قاعدة بيانات الفيلم (الإنجليزية)
- فران بينيت على موقع كينوبويسك (الروسية)